# Іванишин Ярослав
Яросла́в Івани́шин (псевдо: «Скрегулець»; 1924, м. Болехів, Долинський повіт, Станиславівське воєводство — †1948, між с. Вербівка і Рівня Перегінського району Станіславської області) — командир сотні УПА «Хорти», куреня «Промінь».

## Життєпис
Народився 1924 року в м. Болехів Долинського повіту Станиславівського воєводства (тепер — м. Болехів Івано-Франківської області). Закінчив місцеву школу, продовжив навчання у Стрийській гімназії. Працював у кооперативному магазині в Болехові. У квітні 1943 р.  вступив до дивізії «Галичина», пройшов підстаршинський вишкіл у м. Гайдельберг.
Приїхав додому у квітні 1944 р. у відпустку, з якої не повернувся в частину, а приєднався до повстанських відділів. Старшина-інструктор, командир роя, чоти сотні УПА «Журавлі» (командир «Журавель» Юсип Ярослав) Групи «Магура». Наприкінці літа 1945 р. переведений командиром чоти до сотні «Рисі» (відділ 84, командир «Залізняк» — Матвій Сьомак). 
У травні 1946 р. після загибелі командира «Залізняка» тимчасово очолив сотню. Влітку 1947 р. у зв'язку з демобілізацією відділів ТВ-23 «Магура» переведений до теренової мережі Калуської округи ОУН. 
Загинув у бою з внутрішніми військами МВС між с. Вербівка і Рівня Перегінського району Станіславської області
Булавний (?), ст. булавний (22.01.1946), хорунжий (22.01.1947).